# Wiktor Sergejewitsch Kalinnikow
Wiktor Sergejewitsch Kalinnikow (russisch Ви́ктор Серге́евич Кали́нников; * 18. Februarjul. / 2. März 1870greg. im Dorf Woiny bei Orlow; † 23. Februar 1927 in Balaschicha) war ein russischer Musikwissenschaftler, Komponist und Chorleiter.

## Leben
Kalinnikow, Sohn eines Polizeibeamten und jüngerer Bruder des Komponisten Wassili Sergejewitsch Kalinnikow, wuchs in ärmlichen Verhältnissen auf. Er studierte wie sein Bruder am Geistlichen Seminar in Orjol und darauf an der Musik-Dramatik-Schule der Moskauer Philharmonischen Gesellschaft Oboe und Musiktheorie.
1897–1923 war Kalinnikow Dozent an der Moskauer Synodalen Hochschule für Kirchengesang, die von A. D. Kastalski geleitet wurde (nach der Oktoberrevolution Chor-Akademie des Volkes). 1899–1901 leitete er das Orchester der  Musik-Dramatik-Schule der Moskauer Philharmonischen Gesellschaft. Nach der Russischen Revolution 1905 organisierte Kalinnikow zusammen mit anderen 1906 das Moskauer Volkskonservatorium. 1922–1926 lehrte er am Moskauer Konservatorium.
Kalinnikow wirkte als Chorleiter an verschiedenen Moskauer Schulen und Musiktheatern. Er komponierte kirchliche Chorwerke insbesondere für den Chor der Moskauer Synodalen Hochschule für Kirchengesang, aber auch weltliche Chorlieder (beispielsweise Der Wald, Auf dem alten Grabhügel, Die Lerche, Elegie, Die Sonne, die Sonne geht auf) und auch Kinderlieder (Ten-ten, Der Kranich und andere). Er bearbeitete russische Volkslieder und richtete Die Internationale und die Marseillaise für Chor ein. Auch schuf er sinfonische Musik und Kammermusik.
2009 präsentierte der Kammerchor des Moskauer Konservatoriums im Großen Saal des Konservatoriums unter der Leitung Boris Tewlins alle weltlichen Chorwerke Kalinnikows.